# 로리타 비디오

여성의 태너 단계.유방 태너 단계가 V뿐 아니라 I-IV의 유방이 노출되어 있는 작품도 있었다.

로리타 비디오(일본어: ロリータ・ビデオ)는 로리콘의 대상이 되는 18세 미만 소녀를 성적으로 다룬 비디오 작품을 총칭한다. 로리 비디오(일본어: ロリビデオ), 로리비(일본어: ロリビ)로 줄여서 불리기도 한다. 어디까지나 총칭이며, 시제 및 국가나 지역 여하를 불문하고 그것이 법률에 저촉되는지 여부와 무관하지만, 일본에서는 사용되지 않게 되어 최근 주니어 아이돌의 뮤직 비디오는 포함되지 않는다.
누드 작품은 성인용 지정이 돼 있지만 이미지 비디오이며 로리타 비디오는 어덜트 비디오와 다르다. 또 소녀의 이미지 비디오가 당장 성적, 성묘사가 있는 것은 아니다. 이른바 소녀 누드 사진집과 마찬가지로 아동 에로티카로 유통되던 작품들도 아동 포르노로 법 규제에 의해 자취를 감춰가게 되었다.

## 일본의 로리타 비디오

### 합법적 비디오(表ビデオ)
일본 최초의 로리타 비디오는 1982년 8월 "아유미 11세 작은 유혹(일본어: あゆみ11歳 小さな誘惑)"이다. 히로인에게 현상하는 대학생 역으로 출연한 아오야마 마사아키에 의하면, 3만엔이라고 하는 고액에도 불구하고 4000편이 즉시 완판되었다고 한다
또, 사진가 키요오카 준코(ja:清岡純子)나 리키타케 야스시(ja:力武靖)는 로리타 사진집의 창작 활동의 흐름 속에서 로리타 비디오의 제작에도 착수하고 있었다.이들은 당시 법규에서는 합법의 범주에 있었고, 그 시제에서는 아동 에로티카였다.
1988년 여름, 일본 비디오 윤리 협회가 「롤리타의 것을 심사 대상에서 제외한다」라고 통달했기 때문에, 작품수가 격감. 소녀의 성기, 이른바 와레메(일본어: ワレメ、일본어: 割れ目. 여성의 음렬을 의미하는 속어. 한국어 직역시 갈라진 틈, 어린 여자아이의 생식기를 의미하는 속어로 사용되는 잠지를 의미하는 단어)의 묘사는 합법적 비디오 업계에서 완전히 사라졌다.
아동 포르노법 시행 후에도 포르노가 아니다라고 칭하며 주니어 아이돌의 과격한 영상 작품은 발매되고 있다. 그렇다고 해도 2009년에는 소녀에게 노출도가 높은 수영복을 입혔다는 이유로 DVD가 적발되는 등 모든 것이 규제를 면하고 있는 것은 아니다.

### 불법적 비디오(裏ビデオ)
불법적 비디오는 우라비디오(裏ビデオ)로 불린다.
여대생 SEX 백서(女子大生SEX白書), 세탁소 켄짱(ja:洗濯屋ケンちゃん), 인간사냥이라고 하는 작품이 나와, 우라비디오 업계가 제1차 붐을 맞이한 1982년 말, 업계의 예상과는 반대되는 호평을 얻은 아마 간사이제의 30분 작품 세일러복과 카빈총이 롤리타 뒷비디오의 선구이다[4]. 그러나 이 작품의 여배우 추정 연령은 16세-17세로 롤리타의 범주에서 벗어나고 있어 오히려 선행하는 여고생 신변 상담 격렬하게 저질러서] 등의 세일러복의 계보에 이어지는 것이었다[4].이러한 작품군은 로리타라고 칭하고는 있어도, 학교 교복이라는 모티브나 「소녀」라는 제목이 많이 사용되는 경향으로부터, 고령 남성층을 의식한 자세가 비쳐 보여 진짜 로리콘에는 적합하지 않았다.
1983년 봄 처녀의 샘이 등장했다.탐욕스러운 간사이 업자조차 암시장에 흘려보내는 것을 주저했다는 언급이 담긴 이 작품에서는 13세 소녀와 성인 남성의 성교가 그려져 있다[5].여기까지 명확하게 범죄적인 내용은 간과되는 것이 아니라 제작진은 반년 후 검거되었지만, 한번 개척된 시장은 소규모여도 끊이지 않았고, 『롤리타 마사요 & 시노부』『노인과 소녀와 성』『인서트 12』와 같은 작품이 뒤를 이었다[6].또한 이후 1983년 말의 『체리 킬러』나 1984년 2월의 『남십자성』처럼 필리핀 내지 그 인근 소녀들을 소재로 하는 작품이 일본에서 유통되게 되었다.
포르노 여배우는 실제로 성적 쾌감을 얻거나 쾌감을 얻는 것처럼 연기하도록 요구받는데, 그 어느 쪽도 젊은 소녀에게는 쉽지 않기 때문에 로리타 우라비디오가 포르노 작품으로서 성공하기는 매우 어렵다.
기본적으로 여배우의 나이는 추정할 수밖에 없지만, 「소녀의 길초」 「이상한 느낌…」은 제작자가 체포됨으로써, 12세 소녀가 출연하고 있던 것이 보도되고 있어 [2], 마니아로부터 「묵은」롤리타 우라비디오라고 칭하게 되었다.
로리타 우라비디오에 대한 규제는 신속하고 엄격하기 때문에 1986년경부터 눈에 띄는 신작은 없어져 산발적인 릴리스에 머물고 있다.

### 미성년 원교 비디오 (1990년대 후반 ~ 2000년대 중반)
로리타 비디오의 쇠퇴 이후, 비디오 촬영 기기의 저가격화, 컴팩트화한 것에 의해 개인도 촬영하기 쉬워졌기 때문에, 미성년 원조교제 비디오가 융성해 갔다. 미성년 원교 비디오는 매니아들이 몰래 촬영해 회원간에 유통시켰지만, WinMX(2001년)와 Winny(2002년) 등의 파일교환·공유 소프트웨어의 보급으로 인터넷상에 퍼져나갔다. 또, 그것에 주목한 뒤 비디오 업자가 대량으로 사제 카피를 해 유통시켜, 2002년경이 되면 미성년 원교 비디오가 뒤 비디오(역수입 비디오)의 주류가 되었다.
현지 원교 비디오는 원래의 타이틀을 모르는 것이 많아 P2P 네트워크에 방류한 자, 그 파일을 얻은 자, 이면 비디오 업자 등에 의해 편의상의 이름이 붙여지고 있는 경우가 많다. 그래서 같은 내용임에도 불구하고 제목이 다른 것들이 존재한다.
미성년 원교 비디오의 선구자인 원조교제 백서(援助交際白書)는 1997년경에는 일반 잡지에 크게 다루어져 원조 교제가 사회 문제가 되었다. 또한 1999년 시행된 '아동매춘, 아동포르노와 관련된 행위 등의 처벌 및 아동 보호 등에 관한 법률'은 이 '원조교제백서'를 상정한 것으로 알려져 있다.

### 목록
이 일람은 로리타 비디오 작품 목록으로서 아동매춘, 아동포르노에 관한 행위 등의 규제 및 처벌 및 아동의 보호 등에 관한 법률(ja:児童買春、児童ポルノに係る行為等の規制及び処罰並びに児童の保護等に関する法律)에 의해 금지되는 작품(일본 기준으로 2015년부터 실사 작품 가운데 제작 당시 출연자가 18세 미만의 미성년자였을 때에 출연한 작품은 소지시 처벌)이 존재한다. 일본 이외의 국가에서는 나라마다 애니메이션 또는 제작 당시 출연자가 18세 이상인 사람이 미성년을 연기한 내용의 로리타 비디오 작품 또한 아동 포르노 금지에 관한 법률(예를 들면, 한국의 아동·청소년의 성보호에 관한 법률 등)에 의해 소지가 금지되는 작품도 존재한다.
| 작품                                                                        | 실사 또는 애니메이션 | 제작사, 판매업체                                         | 제작연도 | 일본 비디오윤리협회의 심사유무 | 일본 비디오윤리협회 번호(아동 포르노 금지법의 공표이전에 허가) | 내용 |
| --------------------------------------------------------------------------- | -------------------- | -------------------------------------------------------- | -------- | ------------------------------ | -------------------------------------------------------------- | ---- |
| 사랑의 노래(일본어: 愛の詩)                                                 | 실사                 | 기요오카 비디오(清岡ビデオ), 도쿄 스튜디오(東京スタジオ) | 1988년   | 있음                           | 88178                                                          |      |
| 눈의 홍화장 소녀장미형(일본어: 雪の紅化粧 少女薔薇刑)                       | 애니메이션           | 주식회사 원더키즈(株式会社ワンダーキッズ)                | 1983년   | 있음                           | 83929                                                          |      |
| 우치아마 아키의 밀크 마시는 인형(일본어: 内山亜紀のミルクのみ人形)          | 애니메이션           |                                                          | 1984년   | 있음                           | 84979                                                          |      |
| 로리콘엔젤 우리 소녀탐정단(일본어: ロリコンエンジェル わたしたち少女探偵団) | 애니메이션           | 포보스 코퍼레이션(フォボス・コーポレーション)            |          | 있음                           |                                                                |      |
| 로리콘엔젤 꿀의 맛(일본어: ロリコンエンジェル 蜜の味)                       | 애니메이션           | 포보스 코퍼레이션(フォボス・コーポレーション)            | 1985년   | 있음                           | 85020                                                          |      |
| 나오코의 트로픽엔젤(일본어: 直子のトロピックエンジェル)                     | 애니메이션           | 오렌지 비디오 하우스(オレンジビデオハウス)               | 1985년   | 있음                           | 85472                                                          |      |

## 참고 문헌
- 佐野良酔 (1985년 9월 1일). “美少女裏ビデオの系譜 ロリコン篇・Part1”. 《アップル通信》 (三和出版). 1985年9月号: 43 – 46. 다음 글자 무시됨: ‘和書’ (도움말)
- 青山正明 (1994년 9월 8일). “ロリータをめぐる冒険”. 《宝島30》 (宝島社). 1994年9月号: 164 – 168. 다음 글자 무시됨: ‘和書’ (도움말)
- 高月靖 (2009년 10월 26일). 《ロリコン日本の少女嗜好者たちとその世界》. バジリコ. ISBN 978-4-86238-151-4. 다음 글자 무시됨: ‘和書’ (도움말)
- アリスビデオのデータベース メーカー別ガイド